# Tuc dels Tres Comtes
El Tuc dels Tres Comtes és una muntanya de 2.695 metres que es troba entre els municipis de Lladorre, a la comarca del Pallars Sobirà i l'Arieja a França.